# Partiet för vlaker i Makedonien
Partiet för vlaker i Makedonien, Stranka na Vlasite od Makedonija (SVM) är ett politiskt parti i Makedonien, som vill tillvarata den vlakiska  befolkningsgruppens intressen.
SVM har, i de senaste makedonska parlamentsvalen, ingått i de segrande valallianserna VRMO-LPM-koalitionen (2006) och  För ett bättre Makedonien (2008).